# 余部埼灯台
余部埼灯台（あまるべさきとうだい）は、兵庫県美方郡香美町（旧城崎郡香住町）に立つ白亜の灯台。設置位置の標高が274m、灯火の標高が284mで全国一の高さである。ただし、塔頂までの高さでは北海道島牧村にある茂津多岬灯台が全国一となる。また、光達距離はかつて日本一を誇っていたが、2003年の算出条件の変更により第一位の座を室戸岬灯台に譲った。
初代建設当時は道路が通じておらず、最寄りの船着き場から人力で資材を運搬し、完成に2年を要した。地元では御崎灯台あるいは御崎の灯台とも呼ばれる。

## 地理
灯台のある伊笹岬は、1185年の壇ノ浦の戦いで敗れた平家の武将門脇宰相教盛（清盛の弟）らがこの地に逃れてきたといわれる平家伝説の地である。
ここは山陰海岸が一望でき景観に優れる。天気がよければ丹後半島まで見渡せる。

## 歴史
- 1951年（昭和26年）3月25日に設置、初点灯された。
- 1961年（昭和36年）に無人化。日本で初めて予備電源装置を自動制御方式とした。
- 1985年（昭和60年）11月11日に総工費4,100万円で建て替えが行われた。

## 交通
JR山陰本線餘部駅から車で約10分弱程度。もしくは徒歩。
JR山陰本線香住駅から全但バス御崎行きで終点下車。